# Ophélie David
Ophélie David (geboren als Ofélia Rácz) (Cucq, 6 juli 1976) is een Franse freestyleskiester en een voormalige Hongaarse alpineskiester. Ze vertegenwoordigde Hongarije op de Olympische Winterspelen 1994 in Lillehammer, op zowel de Olympische Winterspelen 2010 in Vancouver als op de Olympische Winterspelen 2014 in Sotsji vertegenwoordigde ze Frankrijk.

## Carrière

### Alpineskiën
Op 17-jarige leeftijd nam David, als Ofélia Rácz, deel aan de Olympische Winterspelen 1994 in Lillehammer, op zowel de slalom als de combinatie wist ze niet te finishen. In januari 1996 nam ze deel aan twee wereldbekerwedstrijden, ze wist hier echter geen wereldbekerpunten te scoren. Op de wereldkampioenschappen alpineskiën 1996 in de Spaanse Sierra Nevada eindigde ze als zestiende op de combinatie en als zesendertigste op de afdaling.

### Freestyleskiën
Bij haar debuut in de wereldbeker freestyleskiën, in november 2002 in Tignes, eindigde David direct op de vierde plaats. Op 7 januari 2004 boekte ze in Les Contamines-Montjoie haar eerste wereldbekerzege. Ze behaalde zeven keer de eindzege in het wereldbekerklassement op het onderdeel skicross, daarnaast veroverde ze drie keer de algemene wereldbeker.
David nam in haar carrière vier keer deel aan de wereldkampioenschappen freestyleskiën, op de wereldkampioenschappen freestyleskiën 2007 in Madonna di Campiglio veroverde ze de wereldtitel op het onderdeel skicross. In 2015 in Kreischerg legde ze beslag op de zilveren medaille. In 2005 in Ruka, in 2013 in Voss en in 2017 in de Spaanse Sierra Nevada behaalde ze het brons.
Op de Olympische Winterspelen van 2010 in Vancouver eindigde David op de negende plaats. Vier jaar later eindigde ze in Sotsji op de vierde plaats.
In haar carrière won David vier keer goud op de Winter X Games.

## Resultaten

### Alpineskiën

#### Olympische Spelen
| Jaar | Plaats      | Resultaten                |
| ---- | ----------- | ------------------------- |
| 1994 | Lillehammer | DNF Slalom DNF Combinatie |

#### Wereldkampioenschappen
| Jaar | Plaats        | Resultaten                  |
| ---- | ------------- | --------------------------- |
| 1996 | Sierra Nevada | 16e Combinatie 36e Afdaling |

### Freestyleskiën

#### Olympische Spelen
| Jaar | Plaats    | Resultaten  |
| ---- | --------- | ----------- |
| 2010 | Vancouver | 9e Skicross |
| 2014 | Sotsji    | 4e Skicross |

#### Wereldkampioenschappen
| Jaar | Plaats               | Resultaten   |
| ---- | -------------------- | ------------ |
| 2005 | Ruka                 | Skicross     |
| 2007 | Madonna di Campiglio | Skicross     |
| 2009 | Inawashiro           | 7e Skicross  |
| 2011 | Deer Valley          | 11e Skicross |
| 2013 | Voss                 | Skicross     |
| 2015 | Kreischberg          | Skicross     |
| 2017 | Sierra Nevada        | Skicross     |

#### Wereldbeker
Eindklasseringen
| Seizoen   | Algm   | SX     |
| --------- | ------ | ------ |
| 2002/2003 | 60e    | 15e    |
| 2003/2004 | 6e     | Goud   |
| 2004/2005 | Zilver | Goud   |
| 2005/2006 | Goud   | Goud   |
| 2006/2007 | 5e     | Goud   |
| 2007/2008 | Goud   | Goud   |
| 2008/2009 | Goud   | Goud   |
| 2009/2010 | Zilver | Goud   |
| 2010/2011 | 10e    | 5e     |
| 2011/2012 | 5e     | Zilver |
| 2012/2013 | 9e     | Zilver |
| 2013/2014 | 9e     | Brons  |
| 2014/2015 | 10e    | 4e     |
| 2015/2016 | 72e    | 18e    |
| 2016/2017 | 23e    | 5e     |
| 2017/2018 | 120e   | 23e    |

Wereldbekerzeges
| Datum            | Plaats                  | Onderdeel |
| ---------------- | ----------------------- | --------- |
| 7 januari 2004   | Les Contamines-Montjoie | Skicross  |
| 31 januari 2004  | Špindlerův Mlýn         | Skicross  |
| 12 maart 2004    | Sauze d'Oulx            | Skicross  |
| 25 oktober 2004  | Saas-Fee                | Skicross  |
| 7 januari 2005   | Les Contamines-Montjoie | Skicross  |
| 3 februari 2006  | Špindlerův Mlýn         | Skicross  |
| 11 maart 2006    | Sierra Nevada           | Skicross  |
| 16 februari 2007 | Inawashiro              | Skicross  |
| 12 januari 2008  | Les Contamines-Montjoie | Skicross  |
| 20 januari 2008  | Kreischberg             | Skicross  |
| 2 februari 2008  | Park City               | Skicross  |
| 22 februari 2008 | Sierra Nevada           | Skicross  |
| 9 maart 2008     | Hasliberg               | Skicross  |
| 16 maart 2008    | Valmalenco              | Skicross  |
| 14 januari 2009  | Flaine                  | Skicross  |
| 19 januari 2009  | Lake Placid             | Skicross  |
| 19 februari 2009 | Voss                    | Skicross  |
| 24 februari 2009 | Branäs                  | Skicross  |
| 12 maart 2009    | Grindelwald             | Skicross  |
| 19 maart 2009    | La Plagne               | Skicross  |
| 5 januari 2010   | St. Johann in Tirol     | Skicross  |
| 6 maart 2010     | Branäs                  | Skicross  |
| 16 januari 2011  | Les Contamines-Montjoie | Skicross  |
| 7 januari 2012   | St. Johann in Tirol     | Skicross  |
| 3 februari 2013  | Grasgehren              | Skicross  |
| 25 januari 2014  | Kreischberg             | Skicross  |